# Santiago Trigos
Santiago Trigos Nava (Città del Messico, 22 gennaio 2002) è un calciatore messicano, centrocampista del Pumas UNAM.

## Carriera

### Club
Cresciuto nel settore giovanile del Pumas UNAM, debutta in prima squadra il 24 febbraio 2022, in occasione dell'incontro di CONCACAF Champions League vinto per 4-1 contro il Saprissa.

### Nazionale
Ha giocato nella nazionale messicana Under-23.

## Statistiche

### Presenze e reti nei club
Statistiche aggiornate al 26 dicembre 2022.
| Stagione          | Squadra           | Campionato        | Campionato | Campionato | Coppe nazionali | Coppe nazionali | Coppe nazionali | Coppe continentali | Coppe continentali | Coppe continentali | Altre coppe | Altre coppe | Altre coppe | Totale | Totale |
| Stagione          | Squadra           | Comp              | Pres       | Reti       | Comp            | Pres            | Reti            | Comp               | Pres               | Reti               | Comp        | Pres        | Reti        | Pres   | Reti   |
| ----------------- | ----------------- | ----------------- | ---------- | ---------- | --------------- | --------------- | --------------- | ------------------ | ------------------ | ------------------ | ----------- | ----------- | ----------- | ------ | ------ |
| 2021-2022         | Pumas UNAM        | LM                | 8          | 0          |                 | -               | -               | CCL                | 3                  | 0                  |             | -           | -           | 11     | 0      |
| 2022-2023         | Pumas UNAM        | LM                | 2          | 0          |                 | -               | -               |                    | -                  | -                  |             | -           | -           | 2      | 0      |
| Totale Pumas UNAM | Totale Pumas UNAM | Totale Pumas UNAM | 10         | 0          |                 | -               | -               |                    | 3                  | 0                  |             | -           | -           | 13     | 0      |
| Totale carriera   | Totale carriera   | Totale carriera   | 10         | 0          |                 | -               | -               |                    | 3                  | 0                  |             | -           | -           | 13     | 0      |